# Trường Annie Wright
Trường Annie Wright là một trường tư thục tại  Tacoma, Washington, Hoa Kỳ.
Thành lập năm 1884, Annie Wright School là một trong những trường dành cho nữ sinh lâu đời, giàu truyền thống. Annie Wright School có đào tạo các lớp ngoại ngữ, du lịch, và văn hóa học ở các cấp độ từ lớp 9 đến lớp 12.
Hàng năm, Annie Wright School có khoản 140 sinh viên theo học với tỷ lệ 50% sinh viên nội trú, 25% là học viên quốc tế, 10% là sinh viên da màu.
Annie Wright School là một trong những trường có tỷ lệ sinh viên đỗ điểm SAT cao nhất (1800). Điểm nổi bật khác của Annie Wright School là kích thước lớp tương đối nhỏ, trung bình là 10 sinh viên mỗi lớp. Annie Wright School cũng cung cấp khóa tiếng Anh dự bị dành cho sinh viên quốc tế (ESL).

## Chương trình đào tạo
Ở cấp độ trung học phổ thông, Annie Wright School có các lớp Nghệ thuật, Kỹ Năng Sống, Tiếng Anh, Tiếng Anh Như Là Ngôn Ngữ Thứ Hai, Âm nhạc, Tâm Lý, Giáo dục, Khoa Học Xã Hội, Kỹ thuật, và Các Ngôn Ngữ Thế giới.

## Được công nhận
Annie Wright School được công nhận bởi tổ chức PNAIS.